# Superformance
Superformance LLC (ou Superformance Replicars) est un constructeur automobile américain spécialisé dans les répliques clés en main de voitures sportives. La compagnie a été fondée en 1996 par Hi-Tech Automotive (en) sous le nom "Superformance International". En 2017, Superformance compte 16 concessionnaires dans le monde (États-Unis (10), Allemagne, Belgique, Grande-Bretagne, Dubai, Australie et Japon). Les voitures de Superformance sont des répliques . En décembre 2005, Hi-Tech Automotive vendit sa filiale Supeformance à American Hillbank Automotive Group, une société de l'entrepreneur américain Lance Stander,. Les voitures Superformance sont toujours fabriquées par Hi-Tech Automotive dans son usine de Port Elizabeth, en Afrique du Sud,.

## Modèles actuels

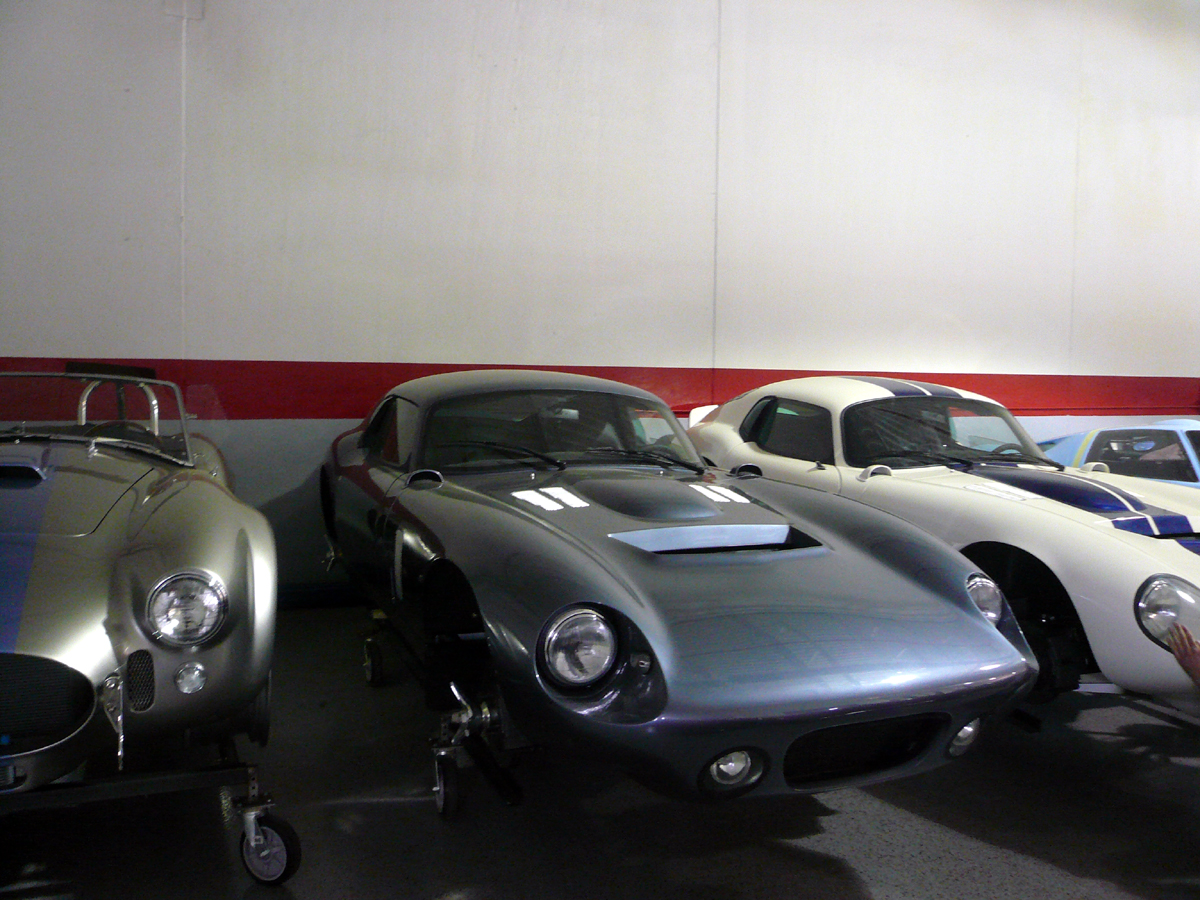
Un exemplaire de châssis sans moteur de Superformance Shelby Daytona Coupé à peine sorti du container.

Tous les modèles de Superformance sont des répliques roulantes, sans moteur ni transmission, fabriquées en usine. Le groupe motopropulseur est choisi par le client lors de la commande du châssis et monté par le concessionnaire.

### Superformance MKIII

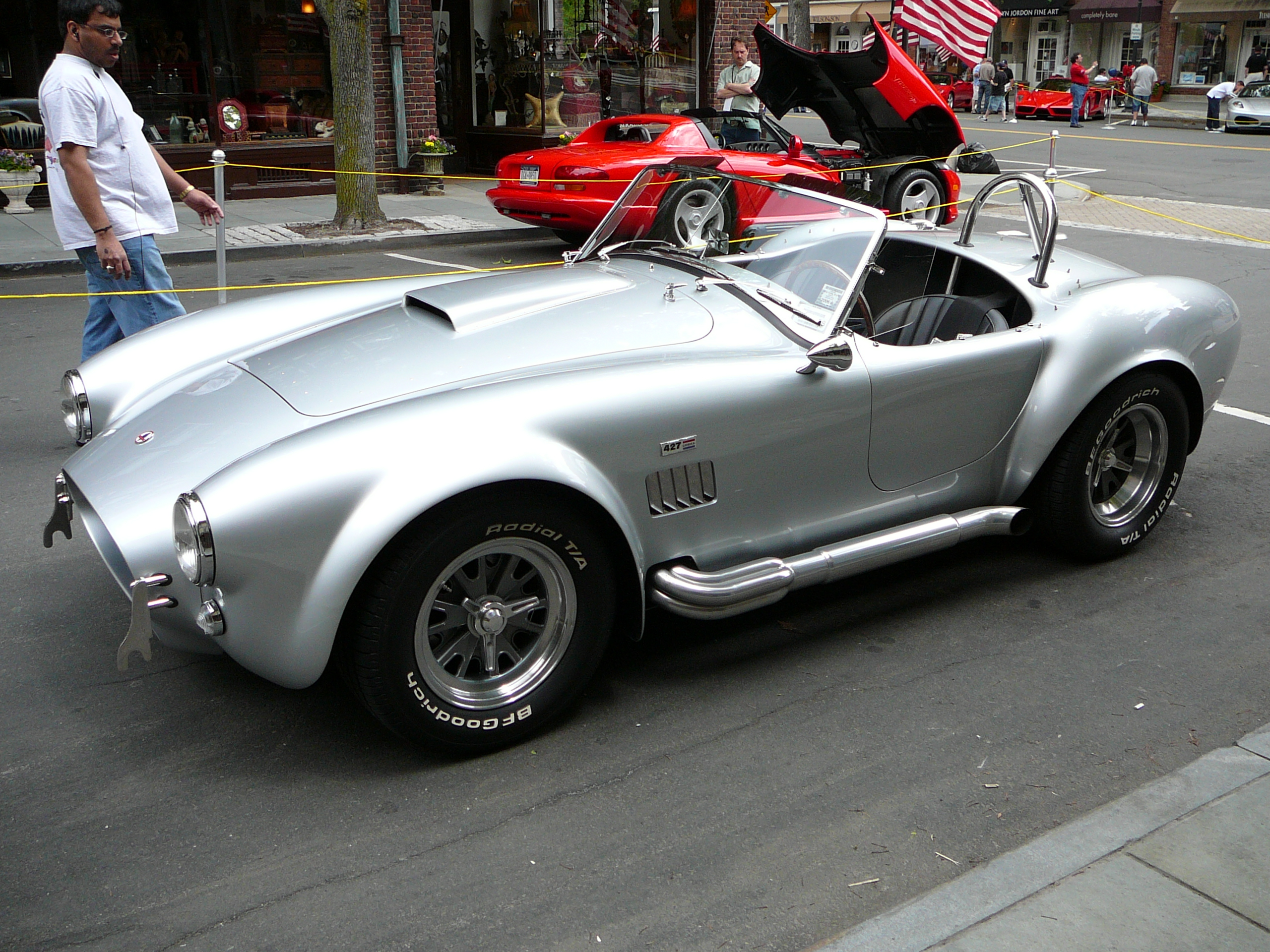
Superformance MKIII au concours d'élégance de Scarsdale.

La Superformance MKIII est la réplique de la 3e génération de la Shelby Cobra 427 et elle est disponible en deux versions de carrosserie : semi-compétition et roadster citadin. Ce modèle constitue le gros des ventes de la marque. Elle est l'un des rares répliques de Shelby Cobra construites sous licence officielle de Carroll Shelby. À l'achat, la MkIII est livrée sans le groupe motopropulseur. Le moteur et la transmission (boîte de vitesses et arbre) ainsi que tous les accessoires nécessaires, tuberie et visserie doivent être commandés en sus. À part cette spécificité, la voiture est livrée complète, avec suspension, différentiel arrière, câblage et instrumentation. La voiture dispose ainsi d'une qualité de fabrication "usine' stable et peut être personnalisée par son propriétaire ou le concessionnaire.
La majorité des MkIII sont motorisées par un bloc dérivé du Ford Windor 351, mais il est possible d'installer en option des moteurs Ford 289/302, FE Big block, ou l'un des blocs de la famille 385.La MkIII se distingue des autres répliques par le fait qu'elle est construite à partir de nouvelles pièces modernes, et pas à partir des pièces anciennes refabriquées. Le modèle actuel de MkIII (modèle fin 2007) est équipé de disques de freins Wilwood et l'un ensemble arrière Dana. Les principales pièces sont des pièces de série fabriquées par les équipementiers du marché.
La Superformance MKIII est produite sous licence Carroll Shelby.

### Superformance MKII Slab Side et FIA
Les deux derniers modèles de Superformance, les MKII Slab Side et FIA, sont des répliques de la grande sportive des glorieuses années 1960, la Cobra 289. Au contraire des autres constructeurs de répliques, ces modèles Superformance reprennent le fameux châssis à tubes ronds dessiné à l'origine par Tojeiro (en) associé à une authentique suspension à ressort à lame transversal. Les MKII Slab Side et FIA sont les deux modèles de la gamme de produits Superformance sonstruits sous licence Shelby.

### Shelby Daytona Coupe CSX 9000

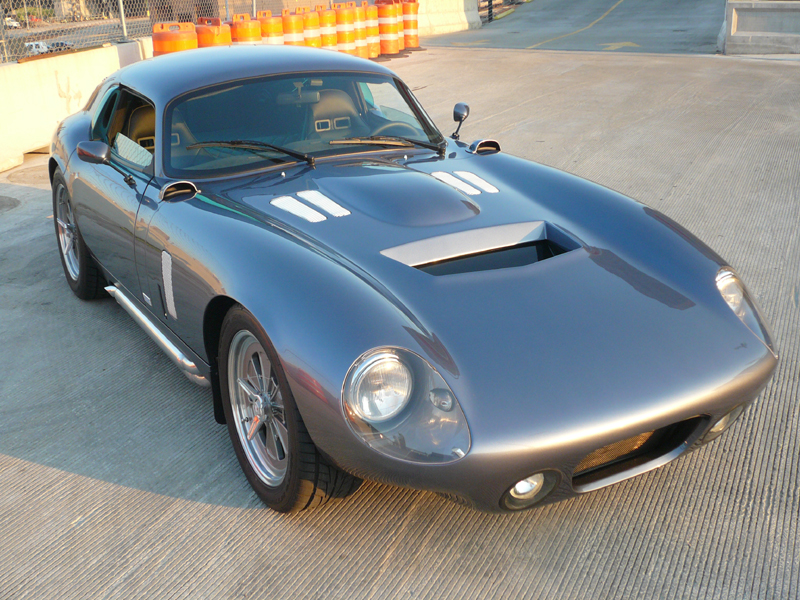
Superformance Shelby Cobra Daytona Coupe à Chicago

La Superformance Shelby Cobra Daytona Coupe CSX 9000, connue à l'origine sous le nom Brock Coupe, est la "continuation" de la Shelby Cobra Daytona Coupé, la voiture victorieuse du championnat FIA GT 1965. C'est Peter Brock, qui a dessiné la Daytona Coupe d'origine, qui a aussi dessiné la Superformance Coupe.
La Superformance Coupe a été produite sous licence Shelby de 2003 à 2009, avec au choix du client une carrosserie en fibre de verre ou en aluminium. Chaque exemplaire est numéroté et intégré au registre d'immatriculation officiel des voitures Shelby,.

### Superformance GT40 continuation series
La Superformance GT40 est la réplique de la fameuse Ford GT40 Mk.II A, qui a accaparé les trois places du podium de la course des 24 Heures du Mans de 1966. La Superformance GT40 se distingue des autres réplique de la Ford GT40 par le fait d'"être la seule à avoir un châssis monocoque qui est la réplique exacte de l'original". Dans les faits, plus de 90 % de ses pièces de la Superformance GT40 sont interchangeables avec celles de la original MkII A d'origine. La Superformance GT40 est si proche de l'originale qu'elle est éligible aux courses historiques. Les principales différences de la Superformance par rapport à la Ford originale concernent l'intégration d'un système de climatisation dissimulé, un système de freinage modernisé, le changement du sens de conduite de la droite à la gauche (le modèle à conduite à gauche est aussi disponible sous la dénomination GT40/R). Pour les conducteurs de grande taille, le carrosserie peut recevoir en option une "bosse Gurney".
La Superformance GT40 est une série de "continuation" autorisée, produite sous licence Safir Spares.
Superformance prévoit de commercialiser des répliques des versions MkI et FIA de la Ford GT40.

### Corvette Grand Sport série Continuation
En janvier 2009, Superformance et Duntov Motor Company (Farmers Branch, Texas) ont annoncé un partenariat pour développer une série continuation de la version routière de la légendaire Chevrolet Corvette Grand Sport de 1963, Duntov étant chargé de la fabrication de la version compétition.
La Corvette de Superformance est la copie conforme, au niveau de la carrosserie et de la configuration, de la Corvette originelle. Elle est disponible en deux versions de carrosseries : coupé et roadster. De nouveau moules ont été produits pour garantir une production stable et précise. Les modèles construits par Superformance comportent le châssis original en tubes ronds. La Superformance Corvette Grand Sports est équipée de freins assistés, de vitres électriques, fermeture centralisée, et tous les équipements indispensables dans une voiture sportive actuelle. Comme pour toutes les autres voitures de Superformance, la Corvette est livrée complète sauf l'ensemble moteur et transmission, laissés au choix du client.
Une série Continuation de la Corvette Grand Sport 1963 est également produit sous licence General Motors par Superformance.

## Modèles précédents

### Superformance S-1 roadster
Le roadster Superformance S-1 est la version modernisée de la Lotus Super Seven. Elle a été spécialement conçu pour correspondre à la mensuration standard américaine "6 pieds, 4 pouces et 250 livres" (1,93 m et 113,4 kg, dimensions que peu de répliques de Lotus Seven pouvaient respecter. En plus de l'augmentation de la taille, la S-1 présente d'autres caractéristiques telles que des améliorations aérodynamiques, une capote imperméable, des vitres, des pédales ajustables, pare-brise avant chauffant, chauffage intérieur, un coffre verrouillable de 140 L. L'avant est équipé d'une suspension à double triangulation alors que l'arrière d'un solide essieu à mécanisme Mumford et amortisseurs à ressorts hélicoïdaux. Les Superformance S-1 sont généralement motorisées par un bloc atmosphérique 4 cylindres en ligne Ford Zetec de 2 L, bien que certains exemplaires sont équipées de versions turbocompressées.
La transmission généralement installée est la boîte manuelle 5 vitesse Ford Type 9 (en). À la fin de la production en 2004 un total de 56 exemplaires ont été produits.

## Distributeur Caterham

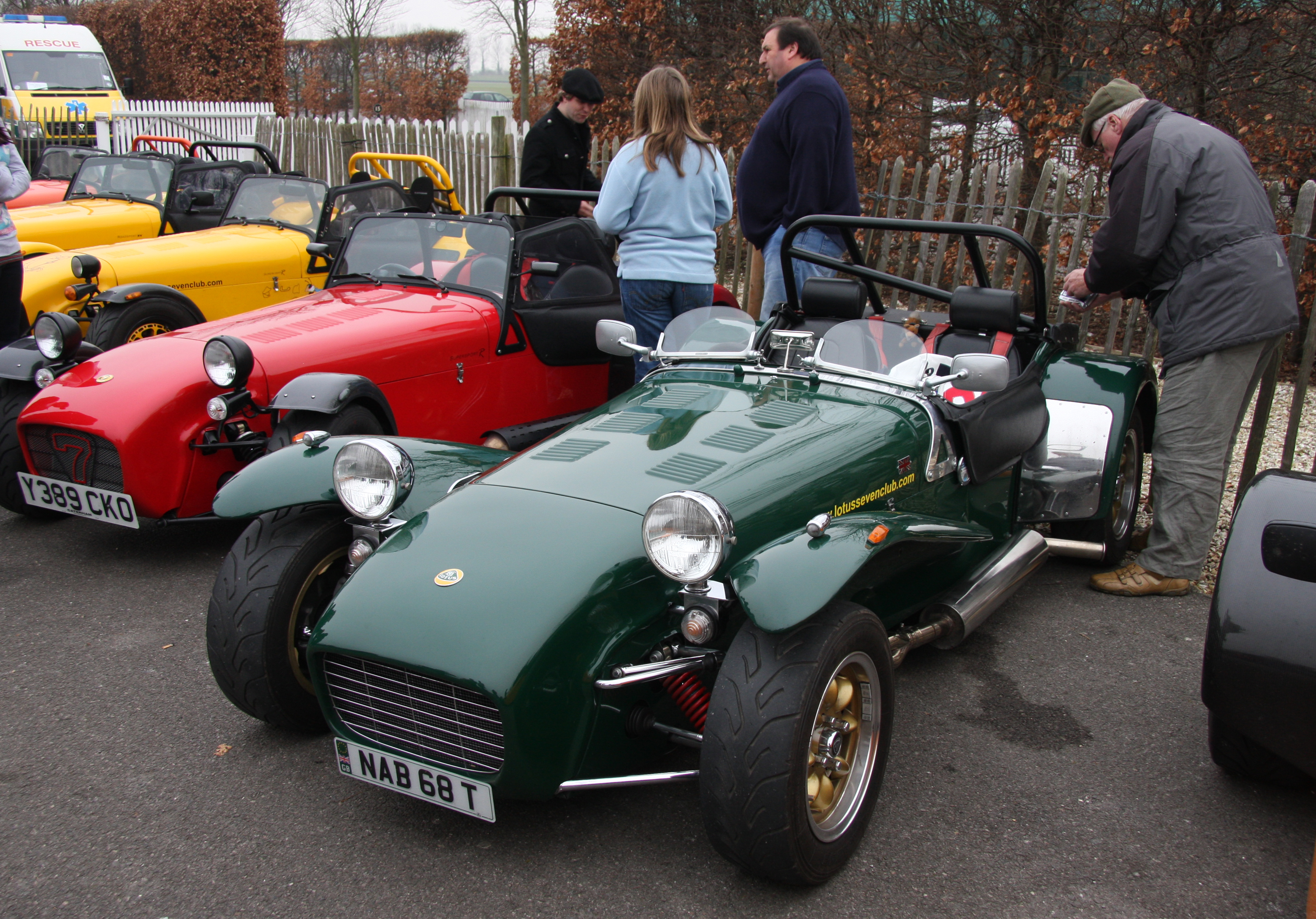
Caterham Series 3 Super Seven

Depuis le début de l'année 2014, Superformance est devenue le distributeur officiel de Caterham aux Etats-Unis. La demande de Caterham Seven ayant largement augmenté, en raison d'une part de la création de l'écurie de Formule 1 Caterham F1 Team et d'autre part en raison de la volonté de Caterham de développer ses ventes à l'international. Pour répondre à cet objectif la marque a introduits de nouveaux modèles et à améliorer sa productivité et sa qualité de fabrication pour mieux coller aux exigences du marché international. La gamme vendue par Superformance comprend les Seven 160, Seven 280, Seven 360, Seven 480 et la nouvelle Seven 620R. Les voitures arrivent chez Superformance sous forme de kits qui sont ensuite montés et reçoivent les finitions choisies par les clients.

### Tests de modèles Superformance
- Superformance GT testée par Fifth Gear.
- « New Cars 2016, 2017 - Best New Car Reviews », sur Road & Track (consulté le 17 février 2017)
- Fast-Autos.net : test sur route de la SPF GT.
- SPF S1 Roadster.